# Ludwig Finck von Finckenstein

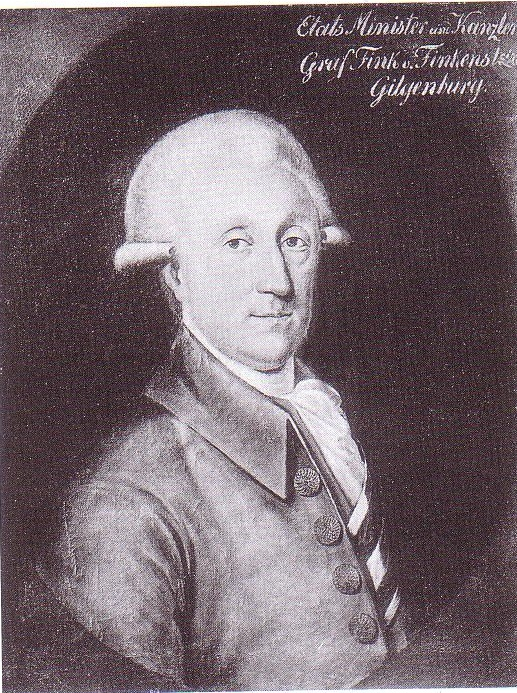
Graf Ludwig Finck von Finckenstein

Graf   Karl Friedrich Ludwig Albrecht Finck von Finckenstein (* 5. September 1743 in Gilgenburg, Masuren; † 28. Juni 1803 in Königsberg i. Pr.) war ein deutscher Richter und Minister im Königreich Preußen.

## Leben
Seine Eltern waren der Reichsgraf Friedrich Konrad Finck von Finckenstein (1713–1748) und dessen Ehefrau Charlotte Luise Marie geb. Gräfin von Schlieben (1721–1803).
Er studierte ab 1758 Rechtswissenschaft an der Albertus-Universität Königsberg.
Die Auskultatorausbildung machte er beim Hofgericht in Königsberg und beim Kammergericht in Berlin. 1767  kehrte er als Hofgerichtsrat nach Königsberg zurück. 1772 wurde er zum Chefpräsidenten des Oberhof- und Landesgerichts in Marienwerder ernannt. Nach zwölf Jahren am höchsten Gericht in der neuen Provinz Westpreußen ernannte ihn König Friedrich II. am 4. Mai 1784 zum Wirklichen Geheimen Etatsminister und Mitglied des preußischen Staatsministeriums. Er folgte seinem Vetter Friedrich Alexander Freiherrn von Korff als Chefpräsident der Ostpreußischen Regierung und kehrte wieder nach Königsberg zurück. Im Jahr darauf ernannte ihn der König zum Kanzler in Preußen.
Er engagierte sich maßgeblich in der  Großen National-Mutterloge „Zu den drei Weltkugeln“ und war Erbhauptmann des Erbhauptamts Gilgenburg.

## Familie
Er heiratete am 27. Oktober 1774 in Gerdauen die Gräfin Charlotte Anna Katharina von Schlieben (* 21. April 1759; † 4. September 1790). Das Paar hatte u. a. folgende Kinder:
- Ludwig Otto Konrad Ernst (1777–1813), Regierungsrat
- Charlotte Friederike Amalie (1782–1812) ⚭ 1801 Graf Wenzel Heinrich zu Eulenburg (1779–1842), Eltern von Botho Heinrich zu Eulenburg

## Ehrungen
- Großer Roter Adlerorden[3]